# 베르트랑 트라오레
베르트랑 이시도르 트라오레(프랑스어: Bertrand Isidore Traoré, 1995년 9월 6일 ~ )는 부르키나파소의 축구 선수이다. 베르트랑 트라오레는 비야레알와 부르키나파소 축구 국가대표팀의 공격형 미드필더이자 윙어이다.

## 클럽 경력

### 첼시 시절
2010년, AJ 오세르의 베르트랑 트라오레는 맨체스터 유나이티드와 첼시에서 러브콜이 들어왔다. 그 후, 베르트랑 트라오레는 첼시로 이적하였다.
그러나 2011년 1월, 트라오레는 아직 계약을 맺지 못하고 있었고, 2012년 1월에는 첼시에서는 트라오레는 첼시의 선수가 아니었고 첼시의 선수가 아니라고 밝혔지만, 베르트랑 트라오레는 앞서 첼시의 6주 테스트에 참가했었다. 그리고 2013년 7월 17일, 트라오레는 싱하 올스타를 상대로 한 프리시즌 친선경기 선수 명단에 이름을 올리며 데뷔를 했다.
2013년 10월 13일, 트라오레는 첼시와 4년 6개월 계약을 맺었다.트라오레는 2013년 12월에 첼시의 성인 팀과 계약을 맺고, 2014년 1월 1일에 완전히 이적을 했다.

#### 피테서 시절

##### 2013–14 시즌
2014년 1월 2일, 트라오레는 피테서로 임대를 갔다. 2014년 1월 26일, 트라오레는 첼시의 팀 동료인 루카스 피아존과 교체되어 데뷔전을 치렀다. 2014년 3월 29일, 트라오레는 SC 헤이렌베인을 상대로 첫 골을 넣었다. 그때 트라오레는 45분에 마이크 하프나와 교체되어 출전했다. 그리고 67분에 크리스티안 아츠의 도움을 받아 피테서의 두번째 골을 만들어냈다. 2014년 4월 6일, 트라오레는 AFC 아약스를 상대로 1-1로 비긴 경기에서 자신의 시즌 두 번째 골을 만들어냈다. 2014년 4월 12일, 피테서는 SC 캄뷔르를 상대로 4-3으로 진 경기에서 최초로 선발 라인업에 올랐다.

##### 2014–15 시즌
2014년 7월 7일, 트라오레의 피테서 임대는 1년 연장되었다. 2014년 8월 10일, 트라오레는 2014-2015 시즌에서 AFC 아약스를 상대로 4-1로 진 경기에서 처음 출전했다. 트라오레는 2014-2015시즌 첫번째 골을 빌럼 II 틸뷔르흐를 상대로 4-1로 이긴 경기에서 터트렸다.
트라오레는 그 해 12월, 오른쪽 윙이서 스트라이커로 포지션을 옮기게 되었고, 그 첫 경기인 FC 그로닝겐을 상대로 한 경기에서 골을 넣었지만, 팀은 1-1로 비겼다. 트라오레는 이후 KNVB 컵에서 AFC 아약스를 상대로 4-0으로 이긴 경기에서 멀티골을 넣었고, 트라오레는 3일 후 헤라클레스 알멜로를 상대로 한 경기에서도 멀티골을 넣었다.

#### 첼시로 복귀

##### 2015–16 시즌
2015년 6월 22일, 트라오레는 피테서의 임대에서 돌아왔다. 트라오레는 등번호 14번을 받았는데, 이는 안드레 쉬를레가 쓰던 번호이다. 트라오레는 2015년 9월 16일 마카비 텔아비브 FC를 상대로 4-0으로 이긴 경기에서 루번 로프터스치크와 교체되어 데뷔전을 치렀다.

## 국제 경력
트라오레는 2009년 FIFA U-17 월드컵과 2011년 아프리카 U-17 챔피언십에 참가하였다. 그리고 부르키나파소 U-17팀이 르완다 U-17팀을 결승전에서 2-1로 이겨 우승하는데 큰 기여를 했다.
2011년 9월 3일, 트라오레는 15살의 나이에 부르키나파소에 적도 기니를 상대로 한 친선경기에서 데뷔를 하였다. 트라오레는 아프리카 네이션스컵 결승전에서 최초로 모습을 드러냈고, 부르키나파소 축구 국가대표팀에서 가장 젊은 나이에 데뷔한 선수가 되었다. 트라오레는 66분에 나르시스 야메오고의 교체선수로 나왔지만, 부르키나파소는 수단에 2-1로 져 조별리그에서 탈락하였다.
2013년 8월 14일, 트라오레는 국가대표팀에서 모로코를 상대로 첫 고을 넣었다. 그리고 부르키나파소는 이 경기에서 2-1로 이겼다. 트라오래는 2015년 아프리카 네이션스컵의 조별리그전에서 2경기를 선발로 뛰고, 1경기를 교체선수로 뛰었다.

### 국제 경기 골 기록
이 표는 부르키나파소 축구 국가대표팀의 기록을 적어놓은 것이다.
| 골 | 날짜            | 경기장                                           | 상대       | 점수 | 결과 | 대회      |
| -- | --------------- | ------------------------------------------------ | ---------- | ---- | ---- | --------- |
| 1. | 2013년 8월 14일 | 그랑드 스타드 드 탕헤르, 탕헤르, 모로코          | 모로코     | 1–0  | 2–1  | 친선 경기 |
| 2. | 2015년 1월 20일 | 음봄벨라 스타디움, 넬스프루트, 남아프리카 공화국 | 스와질란드 | 4–1  | 5–1  | 친선 경기 |

## 클럽 기록
2015년 9월 16일 기준.
| 클럽          | 시즌      | 리그 | 리그 | FA컵 | FA컵 | UEFA(대륙간 대회) | UEFA(대륙간 대회) | 기타 | 기타 | 합계 | 합계 |
| 클럽          | 시즌      | 출장 | 득점 | 출장 | 득점 | 출장              | 득점              | 출장 | 득점 | 출장 | 득점 |
| ------------- | --------- | ---- | ---- | ---- | ---- | ----------------- | ----------------- | ---- | ---- | ---- | ---- |
| 피테서 (임대) | 2013-2014 | 15   | 3    | 0    | 0    | 0                 | 0                 | 0    | 0    | 15   | 3    |
| 피테서 (임대) | 2014-2015 | 33   | 14   | 3    | 3    | 0                 | 0                 | 0    | 0    | 36   | 17   |
| 피테서 (임대) | 합계      | 48   | 17   | 3    | 3    | 0                 | 0                 | 0    | 0    | 51   | 20   |
| 첼시          | 2015-2016 | 0    | 0    | 0    | 0    | 1                 | 0                 | 0    | 0    | 1    | 0    |
| 총합          | 총합      | 48   | 17   | 3    | 3    | 1                 | 0                 | 0    | 0    | 52   | 21   |

## 수상

### 국가
부르키나파소 U-17
- 아프리카 U-17 챔피언십: 2011년 아프리카 U-17 챔피언십[35]

## 사생활
트라오레의 아버지 이사이 퓨 트라오레도 축구선수였다. 퓨 트라오레는 RC 보보의 선수였고, 부르키나파소 축구 국가대표팀에서도 뛰었다. 베르트랑 트라오레는 퓨 트라오레의 막내였다. 둘째 형인 알란 트라오레 역시 축구선수이다.